# ブラウニー (ケーキ)

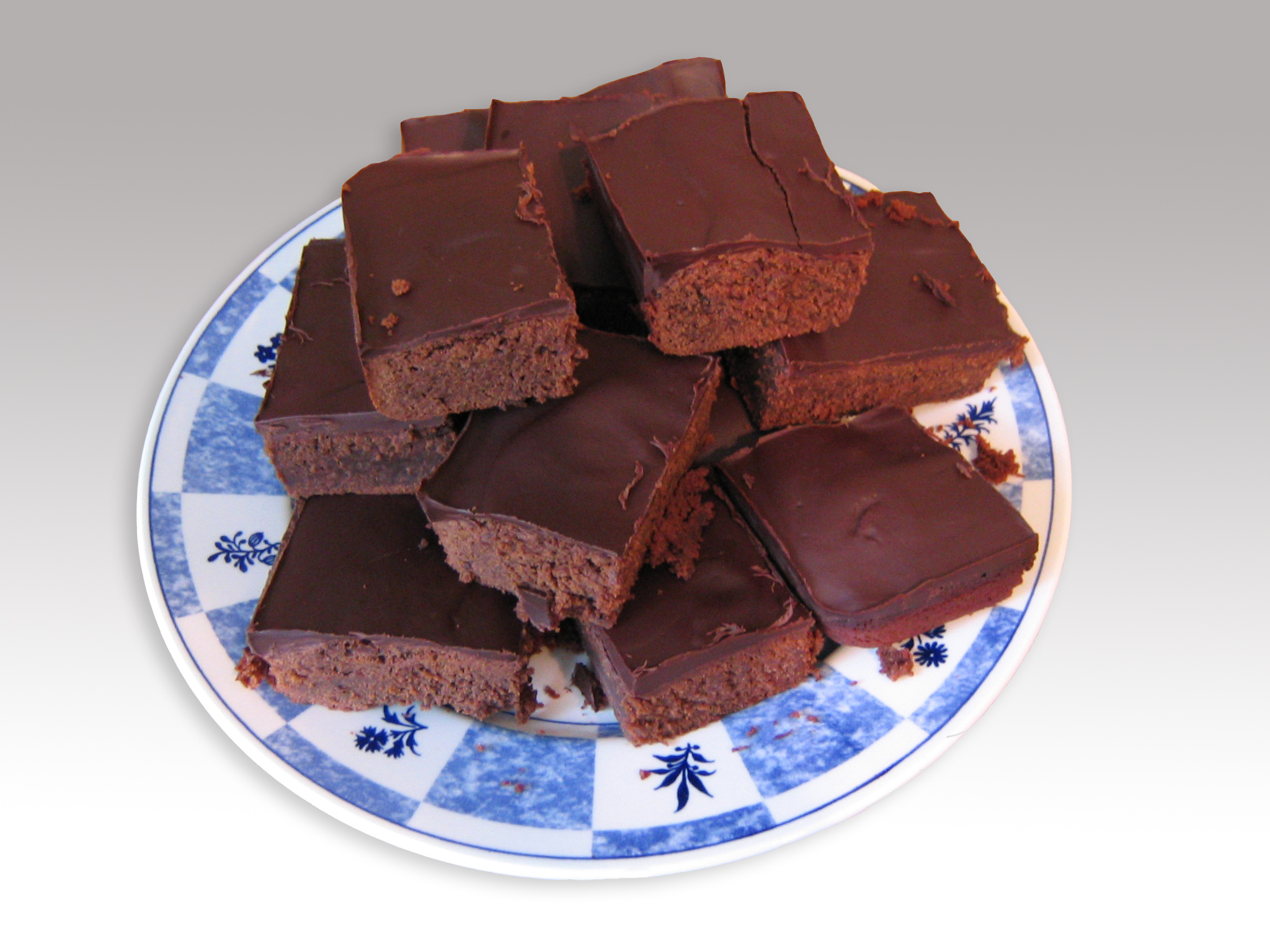
ブラウニー

ブラウニー（英語: Brownie）は、平たく正方形に焼いた濃厚なチョコレートケーキである。目の詰まったチョコレートケーキからバー状に切り出したりもする。チョコレートの濃厚さによってファッジ（やわらかいキャンディ）状であったりクッキーに近いケーキ状であったり、また、ナッツ・クリームチーズ・チョコチップなどを混ぜたり、砂糖がけをするなど様々な形態がある。ブラウン・シュガーを材料とし、チョコレートを使用しないものは「ブロンディ」と呼ばれる。
携帯食として普及しており、通常は手づかみで食べる。ミルクやコーヒーと共に食されることも多い。特にレストランでは、熱くしてアイスクリームと一緒に出したり（アラモード）、ホイップクリームをトッピングすることもある。

## 発祥
ブラウニーが初めて公に登場したのは、1893年に開催されたシカゴ万国博覧会においてであった。シカゴにあったホテルであるパーマーハウスのあるシェフが、「万博に参加する女性のために、ケーキひと切れよりも小さくて、お弁当箱から気軽に出して食べられるようなデザートを作ってほしい」というホテル創業者の妻バーサ・パーマーの要求に応えて、このお菓子を考案したとされる。この時のブラウニーの表面にはクルミがトッピングされ、その上からアプリコットのグレイズが掛けられている。今でもパーマーハウスで当時のレシピそのままに作り続けられている。
ブラウニーの名が初めて文献に登場するのは、1896年ボストンの料理学校の教科書である。これは糖蜜のケーキを小さな金型で焼いたものであったという。今日のようなブラウニーのレシピの中で最初のものは、アメリカの女性料理家ファニー・メリット・ファーマーが著した1906年版『ボストン・クッキングスクール・クックブック』である。この初期のレシピによって、ブラウニーは比較的甘口な、よりケーキらしいものへとアレンジされた。
続くレシピは、1907年にマリア・ウィレット・ハワードによって書かれ、マサチューセッツ州ボストンにあるウォルター・M・ルーニー商会から出された『ルーニーズ・クックブック』に登場した。ふんだんに卵を使用し、ボストン・クッキングスクールのものよりチョコレートを多く加えていたため、より濃厚でファッジ状のブラウニーとなっていた。この作り方は「バンガー・ブラウニー」と呼ばれた。恐らく、メイン州のバンガーに住む女性によって考案されたためであろう。